# ひとりよりふたり
「ひとりよりふたり」は、 2006年9月27日にリリースされたFayrayの20thシングル。発売元はR and C。

## 収録曲
全編曲：Fayray、Dougie Bowne
1. ひとりよりふたり
  - 作詞・作曲：Fayray
2. 500 MILES
  - 作詞・作曲：ヘディ・ウェスト（英語版）

ピーター・ポール&マリーの同曲のカバー。

## 参加ミュージシャン
- Fayray：Piano & Chorus
- Kelly Wollesen：Drums
- Marc Ribot：Acoustic Guitar & Electronic Guitar
- Shazad Ismaily（ドイツ語版）：Bass
- Thomas Bartlett（英語版）：Fender Rhodes & Hammond Organ
- Marika Hughes：Cello
- Carla Kihlstedt：Violin
- Dougie Bowne：Side Guitar & Electro Gold
- TOMZUIN H：Programming

## タイアップ
- NHK連続テレビ小説『芋たこなんきん』主題歌（#1）
- ヨシモトファンダンゴTV「ヨシモト∞」2部エンディングテーマ（#1）